# Plaza Elíptica (metropolitana di Madrid)
Plaza Elíptica è una stazione d'interscambio tra la linee 6 e 11 della metropolitana di Madrid. Si trova sotto Plaza Fernández Ladreda (una volta chiamata Plaza Elíptica), nel distretto di Carabanchel. La stazione è capolinea della linea 11.
Plaza Elíptica è diventata una delle principali stazioni della metropolitana e punti di comunicazione a sud di Madrid e la sua area metropolitana. Fino qui arrivano i passeggeri dei vari quartieri di Carabanchel e di Leganés che prendono la linea 11. Inoltre grazie al suo interscambio di autobus interurbani ed extraurbani, offre un collegamento con la metropolitana ai cittadini di Getafe, Leganés, Parla e Toledo.

## Storia
La stazione è stata inaugurata nel 1981, con il prolungamento della linea 6 dalla stazione di Pacífico a quella di Oporto. Dal 16 novembre 1998 è diventata la stazione d'interscambio tra le linee 6 e 11, quando venne inaugurato il primo tratto della linea da Plaza Elíptica fino a Pan Bendito.
Tra il 2004 e il 2007 è stato costruito un terminal sotterraneo che funge da capolinea a diverse linee di autobus urbane, interurbane nonché extraurbane. Inoltre, anche la piazza adiacente all'ingresso della stazione viene servita da varie linee di autobus. Con la costruzione del terminal molte delle linee passarono ad avere le fermate su Plaza de Fernández Ladreda all'interno dello stesso. Il terminal è suddiviso in tre livelli: ai livelli -1 e -2 sono presenti le fermate delle linee autobus, invece al livello -3 si trova la galleria commerciale e gli ingressi alle due linee metro.
Nel 2011, sono state apportate migliorie alla stazione sulla linea 6: i marmi sulle pareti e le panchine della vecchia stazione sono stati sostituiti con pareti vitree di color verde e con panchine di metallo. Inoltre, la cupola è stata riparata per dar maggior luce alla stazione.

## Interscambi
Il 15 ottobre 2008, la linea Madrid-Toledo, che in precedenza partiva dalla Estación Sur de Autobuses, viene trasferita al terminal di Plaza Elíptica
- 47, 55, 60, 81, 116, 155, 247, SE702, E1
- 402, 441, 442, 443, 444, 446, 460, 461, 463, 464, 469, 480
- N17, N801, N805, N806
- Madrid-Toledo

## Galleria d'immagini

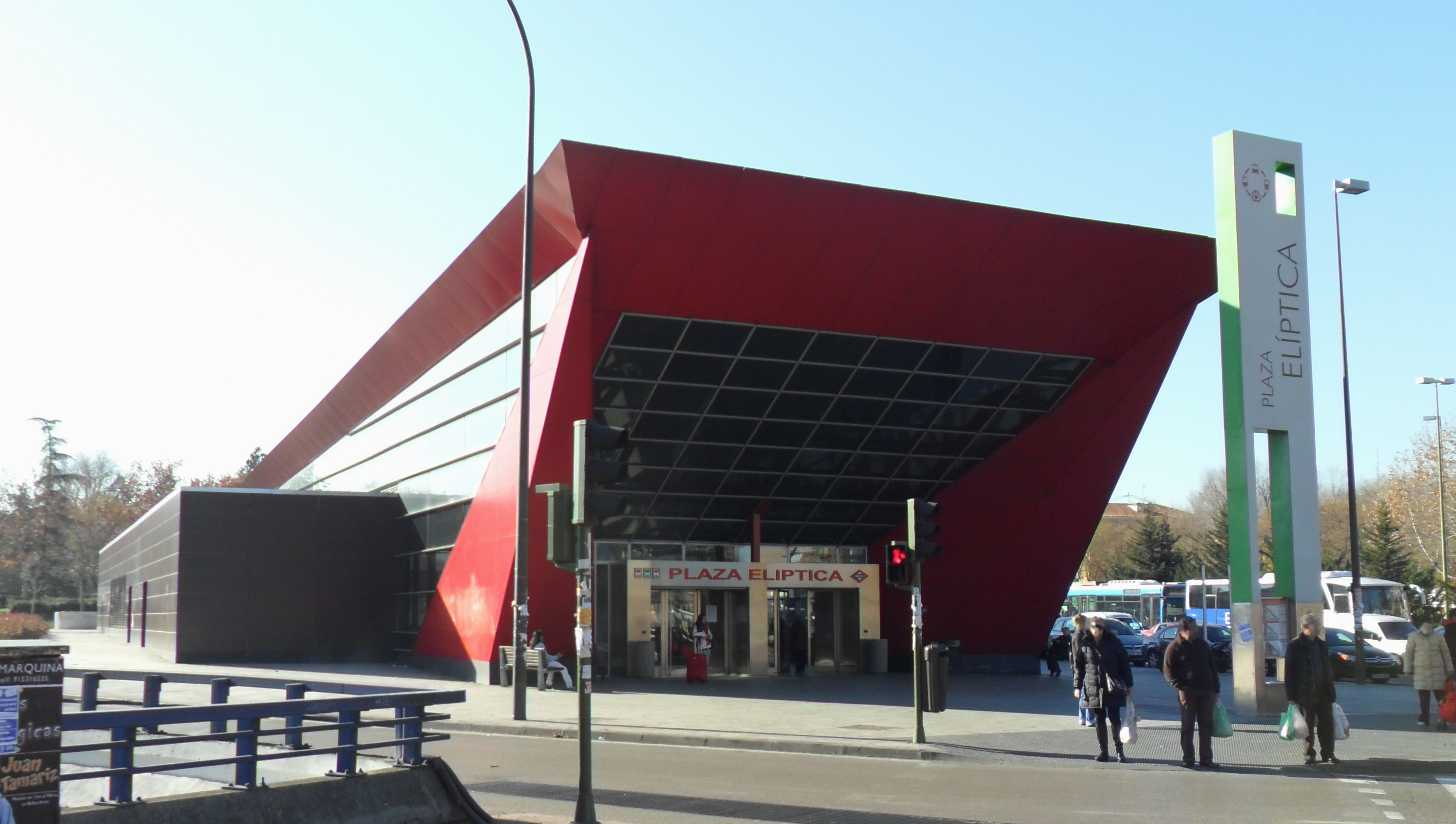
Accesso della metropolitana da Plaza Fernández Ladreda
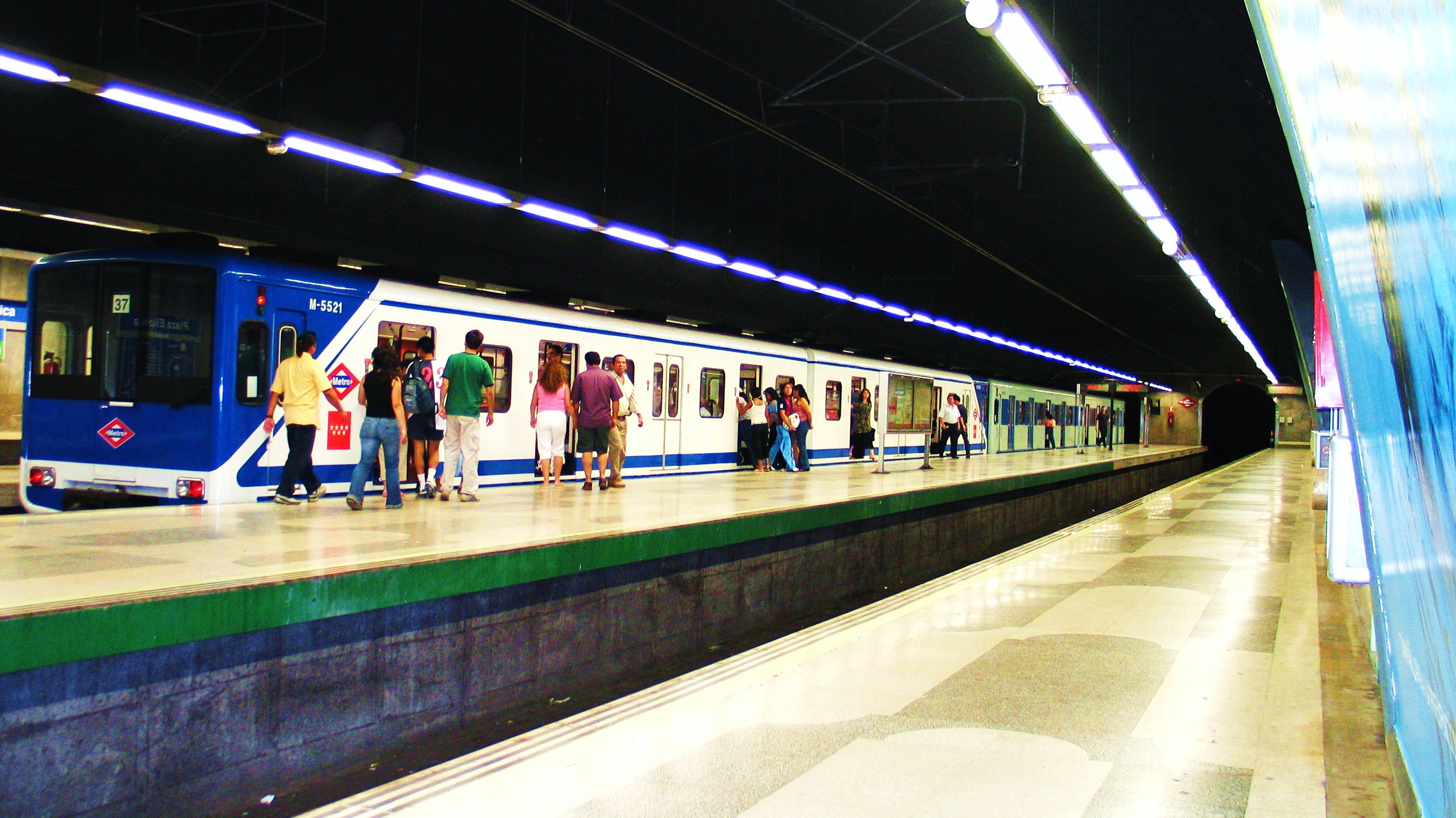
Treno della serie 5000
Piantina con la disposizione delle linee autobus all'interno del terminal